# The Secret Circle (serie de televisión)
The Secret Circle (en español: El círculo secreto) es una serie de televisión estadounidense de género dramático, creada por Kevin Williamson y basada en  la trilogía de libros del mismo nombre de la escritora L. J. Smith. La serie fue estrenada el 15 de septiembre de 2011.

## Argumento
La serie se enfoca en Cassie, una adolescente que, después de morir su madre, se muda con su abuela al misterioso pueblo de Chance Harbor, Washington. En este lugar, Cassie descubrirá que su nuevo grupo de amigos saben mucho más sobre ella que ella misma. Son, en realidad, una comunidad secreta de brujos y que desean que se les una. La joven no creerá que es una bruja también hasta que le enseñen cómo utilizar sus poderes. Sin embargo, Cassie descubrirá gracias a una carta de su madre escondida en un libro de hechizos llamado "Libro de Sombras" (Las seis familias del círculo tienen uno) que su destino es altamente peligroso, ya que ella es la clave de la batalla entre las fuerzas del bien y las del mal. En el transcurso de la serie descubrirá que su poder está más allá de lo imaginado, debido a que desciende de brujos muy poderosos.

## Personajes

### Personajes principales
- Britt Robertson como Cassie Blake.
- Thomas Dekker como Adam Conant.
- Gale Harold como Charles Meade.
- Phoebe Tonkin como Faye Chamberlain.
- Shelley Hennig como Diana Meade.
- Jessica Parker Kennedy como Melissa Glaser.
- Ashley Crow como Jane Blake.
- Louis Hunter como Nick Armstrong.
- Chris Zylka como Jake Armstrong.
- Natasha Henstridge como Dawn Chamberlain.

### Personajes recurrentes
- Adam Harrington como Ethan Conant.
- Joe Lando como John Blackwell.
- Grey Damon como Lee Labeque.
- Michael Graziadei como Callum.
- JR Bourne como Isaac.
- Tim Phillipps como Grant.
- Sammi Rotibi como Eben.

## Episodios
| Temporada | Temporada | Episodios | Emisión original         | Emisión original   |
| Temporada | Temporada | Episodios | Inicio                   | Final              |
| --------- | --------- | --------- | ------------------------ | ------------------ |
|           | 1         | 22        | 15 de septiembre de 2011 | 10 de mayo de 2012 |

## Desarrollo

### Producción
El 28 de octubre de 2010, LJ Smith anunció que la trilogía había sido adquirida para desarrollar una serie de televisión en The CW. El 8 de febrero de 2011, The CW recogió The Secret Circle con creador de Dawson's Creek y cocreador y productor ejecutivo de The Vampire Diaries, Kevin Williamson. Sin embargo, Williamson dijo que la serie spin-off y compañera de The Vampire Diaries de la cual era el responsable, se había quedado en pausa con el fin de centrarse en esta nueva serie. Williamson trabajó en un guion original escrito por Andrew Miller, creador de la web serie Imaginary Bitches, nominada a los Emmy, con el crédito de escritor compartido por ambos. El 16 de febrero de 2011, The Secret Circle contrató a Liz Friedlander para dirigir el piloto. Friedlander también dirigió episodios de The Vampire Diaries, Pretty Little Liars, 90210 y One Tree Hill.
El 12 de octubre de 2011, The CW ordenó una temporada completa de 22 episodios.

### Casting
En primer lugar, la conocida actriz de Life Unexpected, Britt Robertson fue contratada para interpretar a Cassie Blake, el personaje protagónico femenino. A partir de marzo de 2011, Thomas Dekker, fue confirmado como Adam Conant el protagonista masculino. Más tarde, en ese mismo mes fueron reclutados Phoebe Tonkin como Faye Chamberlain, Jessica Parker Kennedy como Melissa Glaser, Shelley Hennig en el personaje de Diana Meade y Louis Hunter como Nick Armstrong, los demás miembros del Círculo; Ashley Crow como Jane Blake, la abuela de Cassie, y Natasha Henstridge y Gale Harold como Dawn Chamberlain y Charles Meade, los villanos principales.
Como actores de apoyo se incluyen a Logan Browning como Sally Matthews y Chris Zylka quien interpretaría a Jake Armstrong, el hermano de Nick. A principios de diciembre Chris Zylka fue promovido al elenco principal.
También, fueron reclutados: Grey Damon para interpretar a Lee Labeque, Michael Graziadei y Sammi Rotibi, en los personajes de Callum y Eben, respectivamente. Por otra parte, en enero de 2012, Joe Lando fue confirmado para interpretar a John Blackwell.
En marzo de 2012, fue confirmado que Louis Hunter, quien interpreta a Nick en la serie, estaría de regreso para el final de temporada: "Estamos muy contentos de tener a Nick de vuelta, pero no es la misma persona que era antes", dijo el productor ejecutivo Andrew Miller, “El círculo se sorprendió, pero los más cercanos a Nick, su hermano Jake y su novia Melissa, se encuentran en lados opuestos en su lucha con la forma de hacer frente a su regreso no natural", finalizó.

## Recepción

### Recepción de la crítica
Metacritic le dio a la serie una puntuación de 55 basada en 20 críticas.
La interpretación de Phoebe Tonkin fue bien recibida por los críticos, ella apareció en la lista de Caras Nuevas para Vigilar de la revista Variety y fue nombrada Promesa de la Televisión por E! Online.

### Premios y nominaciones
| Año  | Premio                   | Categoría                                 | Nominados         | Resultado |
| ---- | ------------------------ | ----------------------------------------- | ----------------- | --------- |
| 2011 | E! Golden Tater Awards   | Mejor Nuevo Show Más Emocionante de Otoño | The Secret Circle | Nominada  |
| 2011 | TV.com's Best of 2011    | Mejor Nueva Serie                         | The Secret Circle | Nominada  |
| 2011 | TV.com's Best of 2011    | Mejor Serie de Ciencia Ficción o Fantasía | The Secret Circle | Nominada  |
| 2012 | People's Choice Awards   | Nuevo Drama de TV Favorito                | The Secret Circle | Nominada  |
| 2012 | Saturn Awards            | Mejor Serie de Televisión Juvenil         | The Secret Circle | Nominada  |
| 2012 | PAAFTJ Television Awards | Mejor Tema Musical del Título Principal   | The Secret Circle | Nominada  |

## Distribución internacional
En Latinoamérica, la serie fue estrenada el 9 de noviembre de 2011 por Warner Channel y finalizó el 6 de junio de 2012.
En España, la serie se estrenó el 10 de marzo de 2012 por el canal en línea Livestream de CNE Television.

## Cancelación
El 11 de mayo de 2012, fue anunciado que The CW no renovaría la serie para una 2.ª temporada.
Tras conocer la noticia, los seguidores de la serie firmaron en la página web Twitition para lograr la segunda temporada, esperando que The CW la renueve o que alguna cadena como ABC Family la retome, sin embargo esto no sucedió. Tiene más de 30.000 firmas y cada día va en aumento.